# Корба (город)
Ко́рба (хинди कोरबा, англ. Korba) — город, расположенный в северной части штата Чхаттисгарх (Индия). Население — 365 073 чел. (на 2011 г.). Основной язык — чхаттисгархи. Половая структура: 51,90 % мужчин и 48,10 % женщин.

## Экономика
В городе Когда расположен алюминиевый завод, построенный с помощью СССР.